# Eunpyeong-gu
Eunpyeong-gu (은평구) ist einer der 25 Stadtteile Seouls und liegt am nördlichen Stadtrand. Die Einwohnerzahl beträgt 475.143 (Stand: Mai 2021).

## Bezirke

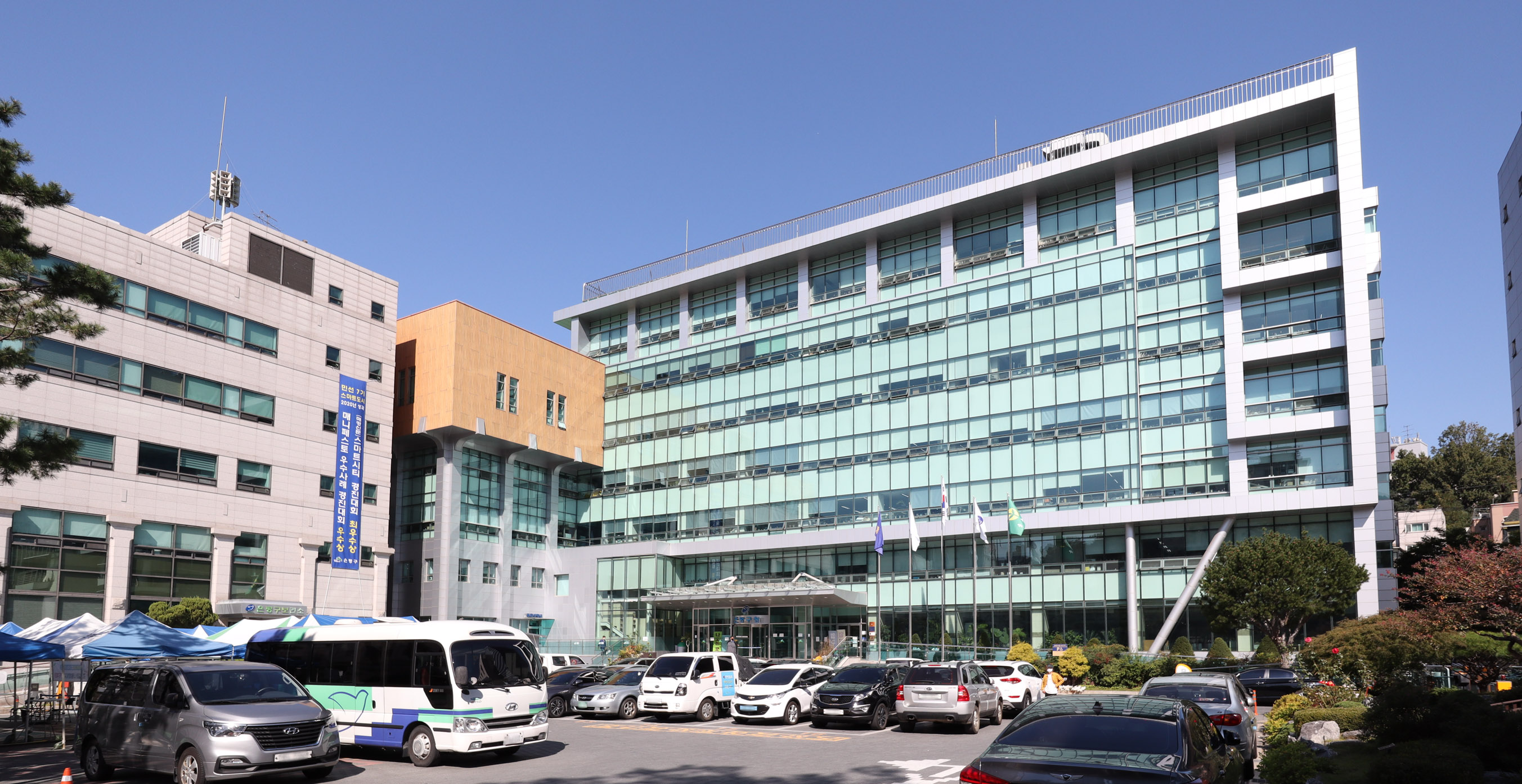
Eunpyeong-gu Office

Eunpyeong-gu besteht aus 16 Dongs:
- Bulgwang-dong 1, 2
- Daejo-dong
- Eungam-dong 1, 2, 3
- Galhyeon-dong 1, 2
- Gusan-dong
- Jeungsan-dong
- Jingwan-dong
- Nokbeon-dong
- Sinsa-dong 1, 2
- Susaek-dong
- Yeokchon-dong